# Wolny Związek Zawodowy „Sierpień 80” – Konfederacja
Wolny Związek Zawodowy „Sierpień 80” – Konfederacja (WZZ Sierpień 80) – związek zawodowy działający w Polsce. Współpracował z Polską Partią Pracy.
W wyborach prezydenckich w 2005 poparł kandydaturę Daniela Podrzyckiego, który zmarł na skutek wypadku drogowego przed pierwszą turą głosowania.
Funkcję przewodniczącego związku pełni Bogusław Ziętek, który do 16 maja 2009 łączył tę funkcję z kierowaniem PPP.
Organem prasowym związku jest „Kurier Związkowy” (Tygodnik Społeczny Komisji Krajowej Wolnego Związku Zawodowego Sierpień 80). Od października 2006 WZZ Sierpień 80 wydaje również tygodnik „Trybuna Robotnicza”.